# 手宮公園
手宮公園（てみやこうえん）は、北海道小樽市にある公園。

## 概要
1900年（明治33年）に国有地の払い下げを受けた北海道内で歴史のある都市公園。高台にあり、手宮緑化植物園の展望所は小樽港を眺めるビューポイントになっている。
サクラの名所として知られており、ソメイヨシノ、エゾヤマザクラ、チシマザクラが約700本あるほか、天然林としては北限の栗林でもあるため、秋にはクリを拾うことができる。2014年（平成26年）「北の造園遺産」選定。

## 施設
小樽手宮公園競技場
1934年（昭和9年）開設。北海道内では札幌市円山競技場・北海道大学の競技場とともに最も歴史ある競技場の1つになっている。2000年（平成12年）に全天候型競技場に改修。日本陸上競技連盟第3種公認競技場。2025年度から改修工事につき一般開放は10月のみの予定。
手宮緑化植物園
1983年（昭和58年）開園。入園無料であり、開園期間は4月29日〜11月3日、休園日は月曜日（月曜日が休日の場合はその翌日）。園内には日本庭園と桜園、水生植物園、シャクナゲ園、ボタン園など15区の見本園、緑の相談所がある。
手宮洞窟
高台にある公園の真下にあり、小樽市総合博物館側からのみ入場できる。日本国の史跡に指定。
入館料は一般100円、高校生と市内在住の70歳以上は50円、開園期間は4月29日〜11月3日、休館日は火曜日（火曜日が祝日の場合は翌日以降の最も近い平日に振替）。
1866年（慶応2年）、石工の長兵衛により建築用の石材を探している最中に発見された。
小樽テレビ中継局
小樽市内を一望できる地形を活かして建てられた。

## 碑
- 尼港殉難者追悼碑
  - 尼港事件でニコラエフスク居留日本人700名余りが赤軍と中国軍によって惨殺され、小樽からの定期便で日本人居留民がニコラエフスクに渡った縁から、公園内に犠牲者の納骨堂と受難者追悼碑を建立している。
- 尼港殉難碑
- 青木政徳之碑
- 物故船員慰霊碑

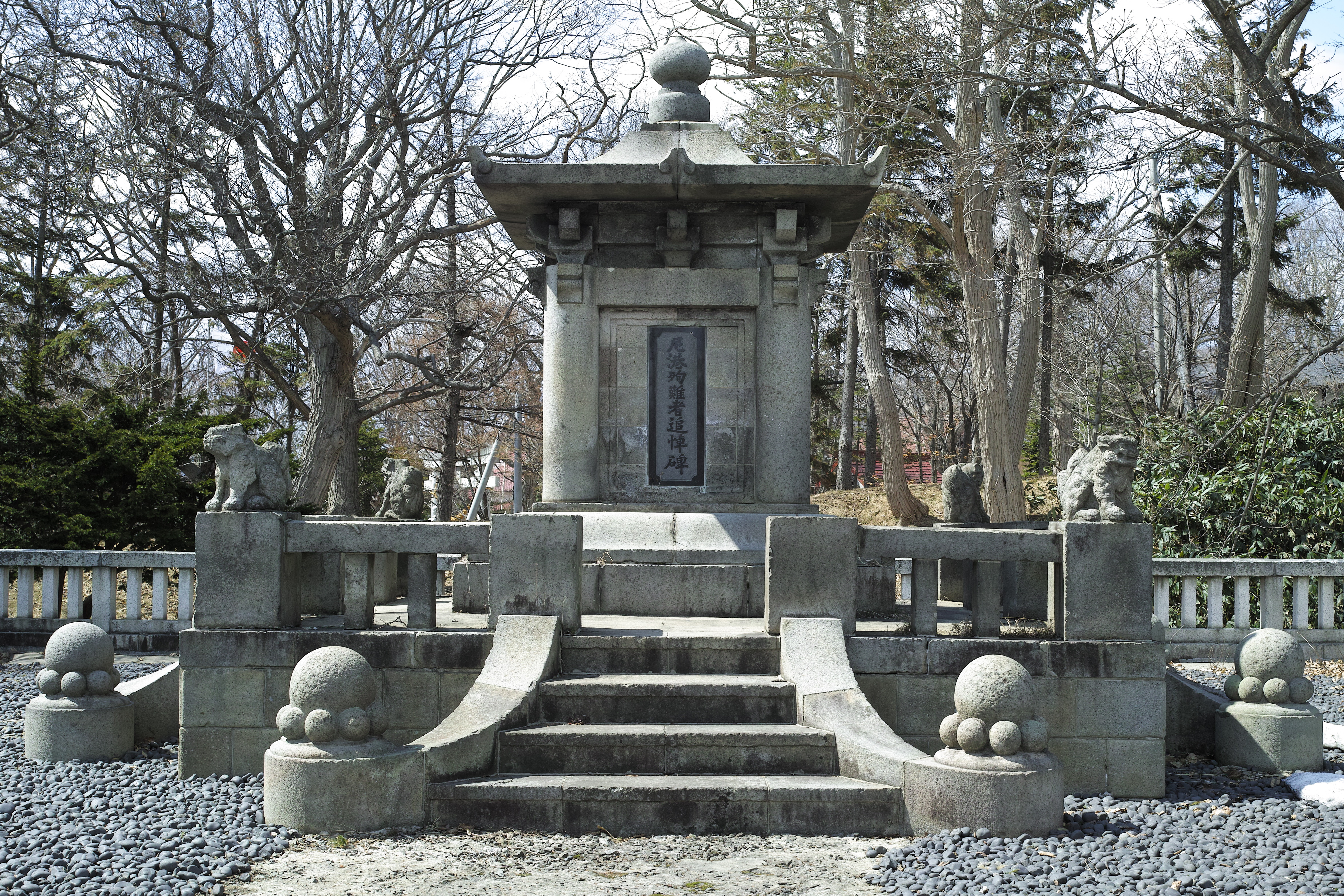
尼港事件殉難者追悼碑
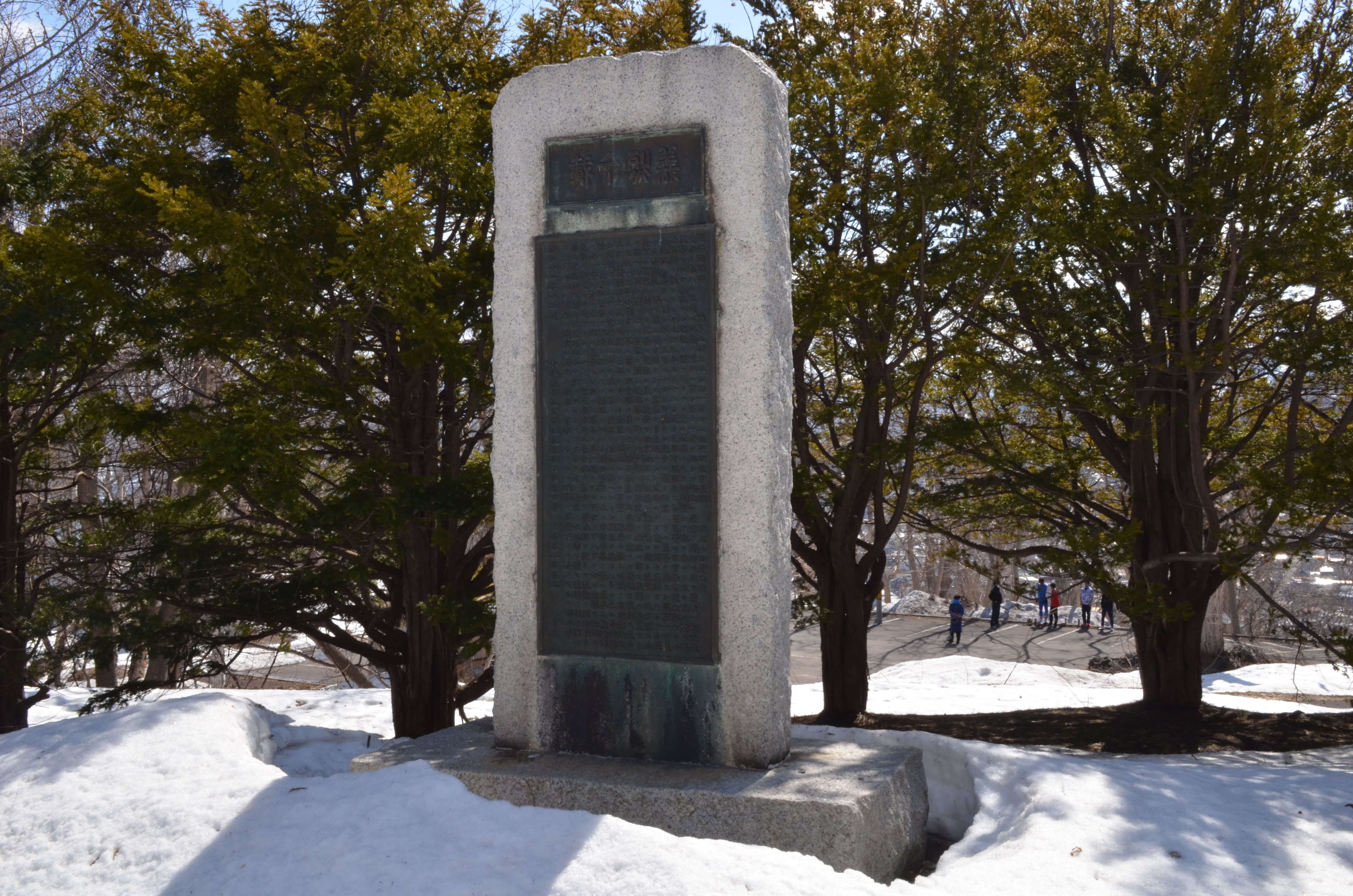
尼港殉難碑
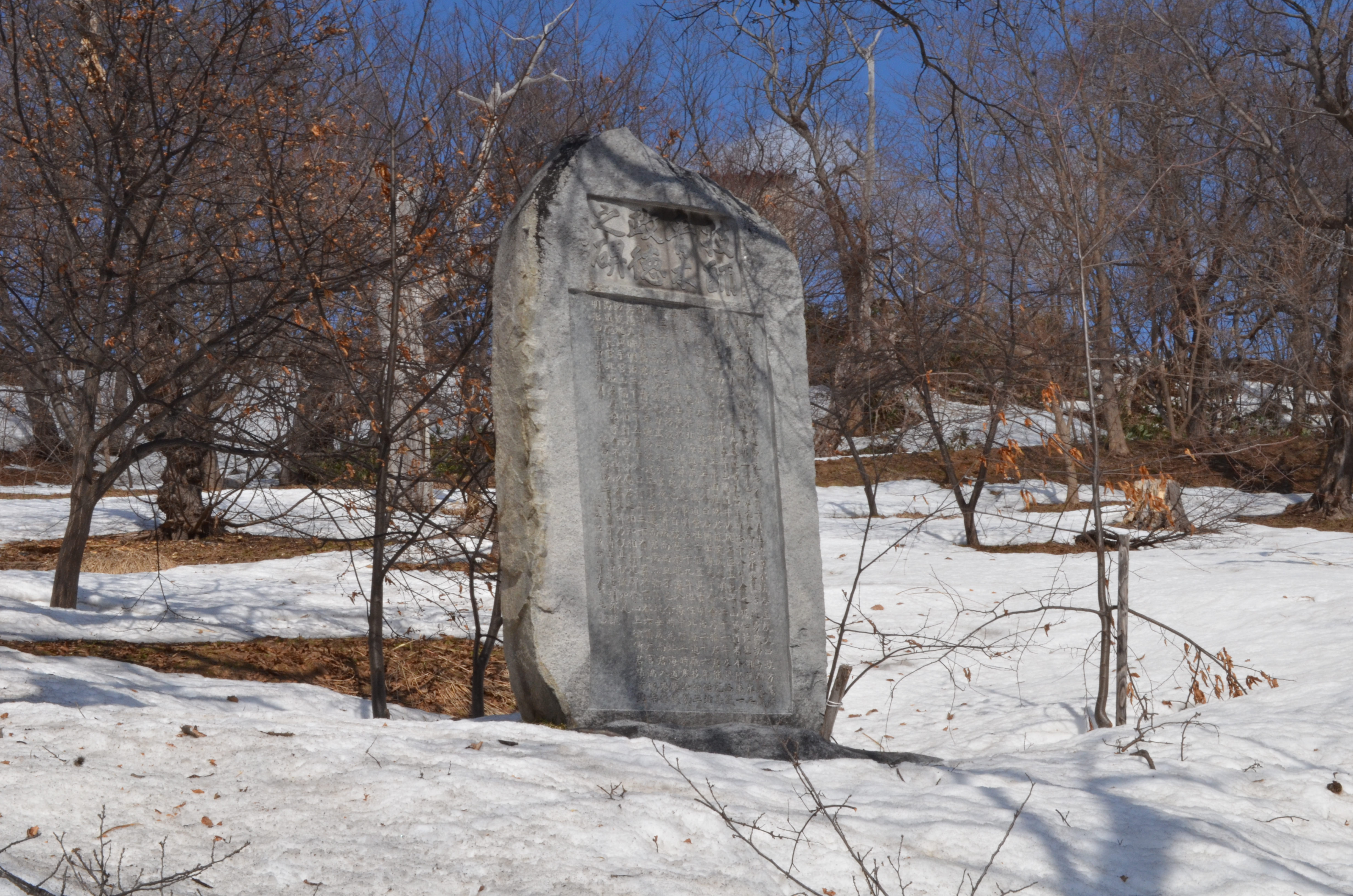
青木政徳之碑
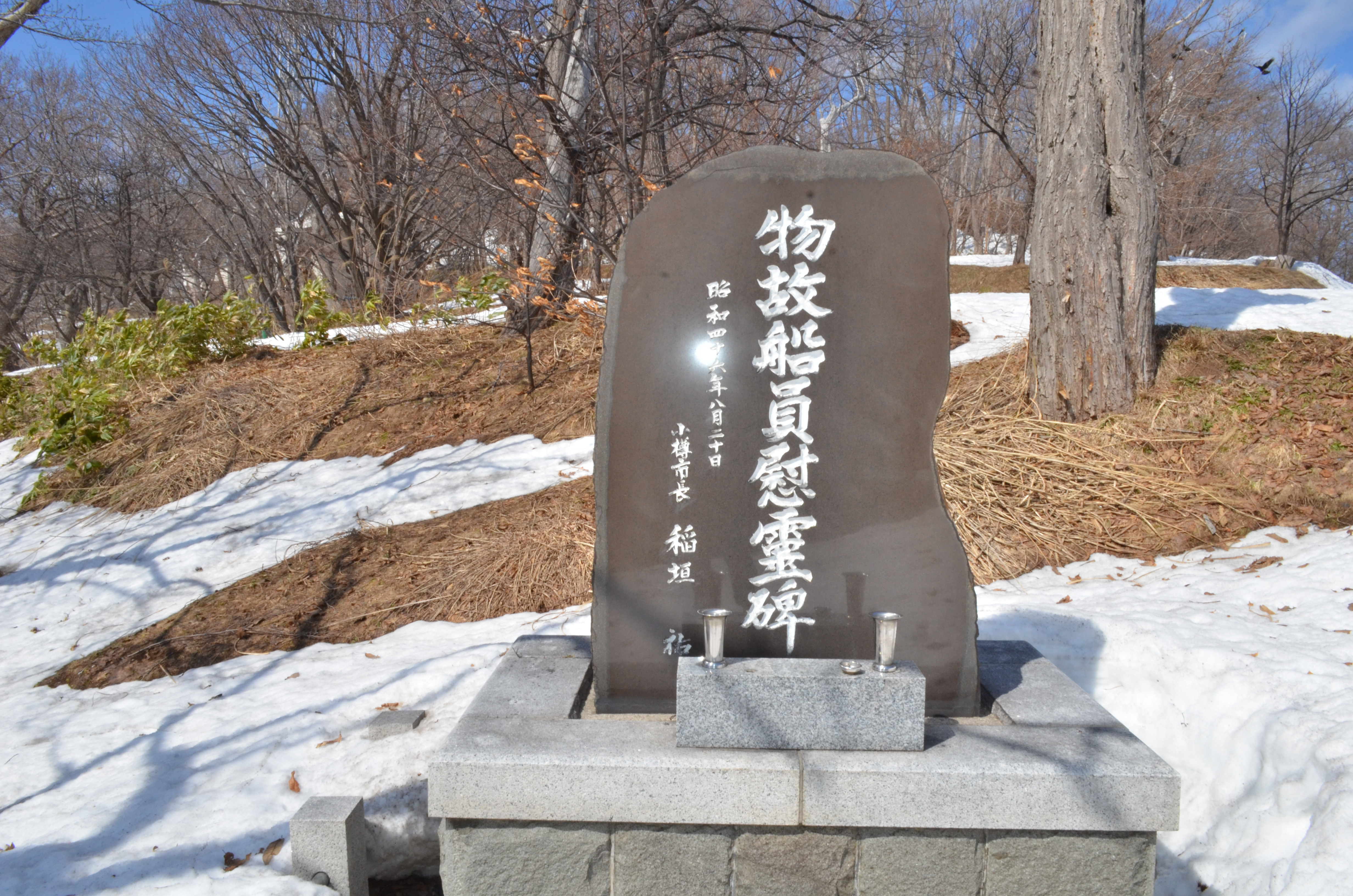
物故船員慰霊碑

## 幻の滝
手宮公園の南側の崖、手宮洞窟のほど近くに、冬から春へと季節が移り替わる時期にだけ、小さな滝が現れる。滝の上流は「清水の沢」と呼ばれており、かつては池のようになっていてザリガニが棲んでいたが、2007年（平成19年）の時点では雪解けの時期ですら小川程度の水量しかない。
1881年（明治14年）、官営幌内鉄道の敷設のために開拓使が手宮に工場を建てた際、この「清水の沢」の湧水を利用して水溜を築造し、用水に充てた。さらに明治天皇の北海道巡幸の折には、この水が「御膳水」として飲料に供された。
その後も水は鉄道工場や付近の民家に利用されていたが、1914年（大正3年）に工場が札幌の苗穂に移転したため利用停止となり、そのまま放置された。
1938年（昭和13年）ころ、「小樽明治天皇聖蹟保存会」によって付近一帯が整備されたと言われるが、2007年（平成19年）ではその痕跡すら見当たらなくなっている。

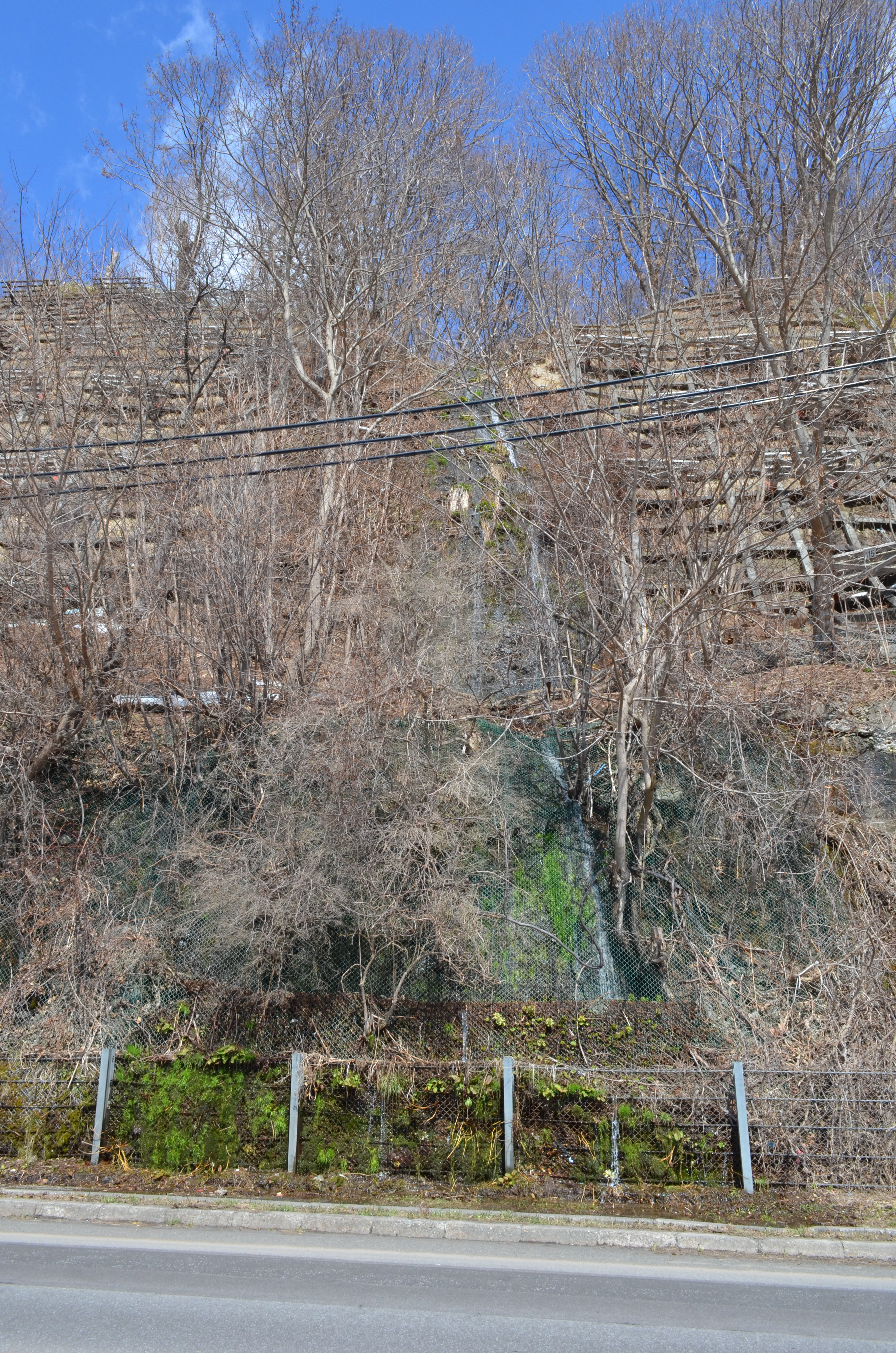
2022年4月

## 参考資料
- “手宮公園（手宮緑化植物園）・手宮洞窟”. 北海道ファンマガジン (2008年3月14日). 2015年5月10日時点のオリジナルよりアーカイブ。2017年9月1日閲覧。
- 斉藤友貴彦（著）、青木由直（編）「54 春先の幻の滝（小樽市手宮1）」『小樽・石狩秘境100選』、共同文化社、2007年11月3日、ISBN 978-4-87739-139-3。